# Xiaoshuangqiao
Xiaoshuangqiao (chiń. 小雙橋, pinyin: Xiǎoshuāngqiáo) - stanowisko archeologiczne w Chinach, położone 20 km na północny zachód od Zhengzhou.
Podczas prac archeologicznych na obszarze 1 440 hektarów odkryto mury miejskie, odlewnię żelaza oraz jamy ofiarne ze szczątkami ludzi i zwierząt. Znaleziono również liczne przedmioty z brązu, jadeity oraz ceramikę zapisaną czerwonym tuszem uznawaną za najstarsze dokumenty pisane dynastii Shang.